# Baucár
Baucár (románul: Băuțar vagy Bouțar) falu Romániában, Erdélyben, Krassó-Szörény megyében. Alsó- és Felsőbaucár egyesítésével keletkezett, 1977 előtt.

## Földrajz

### Fekvése
Az Erdélyi Vaskapu nyugati oldalán, a Temes mellékvize, a Bisztra partján, de még a történeti Erdélyben fekszik, északon a Pojána Ruszka, délen a Szárkó-hegység tömbje között. A 68-as főút szeli át, pont félúton található Karánsebes és Hátszeg között, mindkét várostól 35-35 kilométerre.

### Éghajlata
Éghajlata kontinentális, az évi átlaghőmérséklet 8 °C körül mozog.

## Népessége

### Általános adatok
Figyelembe véve, hogy a mai falu Alsó- és Felsőbaucár egyesítésével keletkezett az 1970-es években és hogy 1956 között Alsóbaucárból kivált Cornișoru/Strimba, a népesség száma 1850 óta nem változott lényegesen. 1977-ig lassan emelkedett, azóta valamelyest csökkent.

### Etnikai és vallási megoszlás
- Alsó- és Felsőbaucárnak 1850-ben összesen 1472 lakosa volt, közülük 1394 román és 66 cigány nemzetiségű; 1460 görög és tizenkét római katolikus vallású.
- 2002-ben 1474 lakosából 1472 volt román nemzetiségű; 1255 ortodox és 209 baptista vallású.

## Története
1750-ben említették először, Bouzar néven. 1785-ben 112 házas és 123 nőtlen vagy özvegy férfit, 1790-ben 1048 görögkatolikus hívőt számoltak össze benne. Közigazgatásilag 1811-ben vált ketté Alsó- és Felsőbaucárra, előbbi központja a hagyomány szerint eredetileg a Márga vize mellett feküdt. A felsőbaucáriak hagyományos neve „vălățeni”, az alsóbaucáriaké „ciuleni”. Története első kétszáz évében Hunyad vármegye része volt, csupán az 1968-as közigazgatási rendezéskor csatolták Krassó-Szörény megyéhez. A szocializmus alatt határában csillámpalát bányásztak.

## Híres emberek
- Felsőbaucáron született 1885-ben Beron Gyula festőművész, grafikus.

## Képek

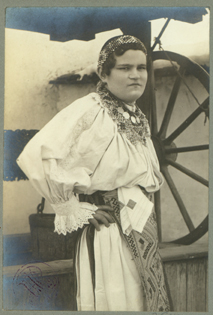
Leopold Adler/Adler Lipót felvételei a 20. század elejéről: Alsóbaucári női viselet
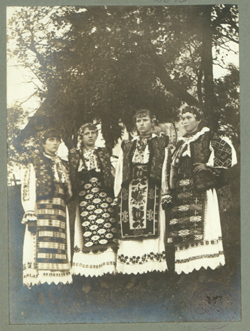
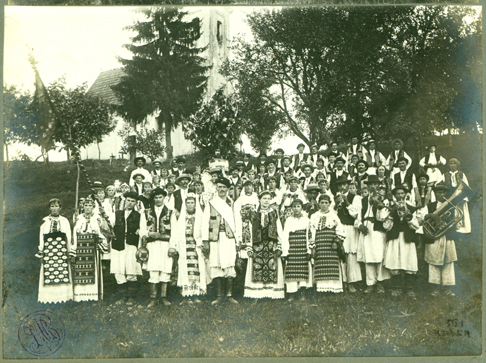
Tánchoz öltözve
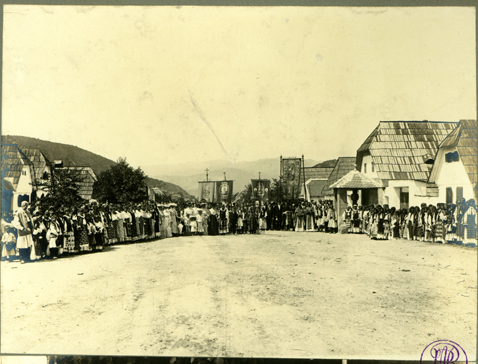
Körmenet